# 納氏厲蟎
納氏厲蟎（学名：Laelaps nuttalli）为厲蟎科厲螨屬下的一个种。